# Sincere
A 2001-es Sincere MJ Cole nagylemeze. A brit albumlistán a 14. helyig jutott. Szerepel az 1001 lemez, amit hallanod kell, mielőtt meghalsz című könyvben.

## Az album dalai
|     | Cím                        | Szerző(k)                           | Hossz |
| --- | -------------------------- | ----------------------------------- | ----- |
| 1.  | Introduction               | Matt Coleman                        | 3:12  |
| 2.  | Tired Games                | Coleman, Guy S'mone, Elizabeth Troy | 4:59  |
| 3.  | Attitude                   | Coleman, S'Mone, Troy               | 5:23  |
| 4.  | Bandelero Desperado        | Coleman, Fahey                      | 4:00  |
| 5.  | MJ FM Interlude Crazy Love | Coleman, Fahey, Troy                | 2:05  |
| 6.  | Crazy Love                 | Coleman, Troy                       | 4:38  |
| 7.  | Sanctuary                  | Coleman                             | 4:16  |
| 8.  | I See                      | Coleman, S'Mone, Troy               | 4:47  |
| 9.  | Sincere (Re-Cue'd)         | Coleman                             | 5:38  |
| 10. | Strung Out                 | Coleman                             | 3:03  |
| 11. | Rough Out Here             | Brown, Curington, Lester, Lester    | 4:20  |
| 12. | Slum King                  | Coleman, Fahey                      | 5:29  |
| 13. | Radio Interlude            | Coleman, Rick Davies                | 0:43  |
| 14. | Hold on Me                 | Coleman, S'Mone, Troy               | 4:41  |
| 15. | Free My Mind               | Coleman, S'Mone                     | 4:41  |
| 16. | Crazy Love (radio edit)    | Coleman, Troy                       | 3:34  |
| 17. | Sincere (vocal remix)      | Coleman                             | 6:51  |

## Közreműködők
- Barney – keverés, keverőasszisztens
- Nova Casper – előadó
- MJ Cole – hangmérnök, producer
- Amanda Drummond – brácsa
- Isabelle Dunn – cselló
- Carl Fox – fényképek
- Merton Gauster – fényképek
- Alan Mawdsley – hangmérnökasszisztens
- Guy S'mone – nagybőgő, gitár, producer
- Elizabeth Troy – előadó
- Michael Williams – művészeti vezető